# کوئانته توئا
کوئانته توئا (به لاتین: Kawantetua) یک منطقهٔ مسکونی در کیریباتی است.